# Church of England

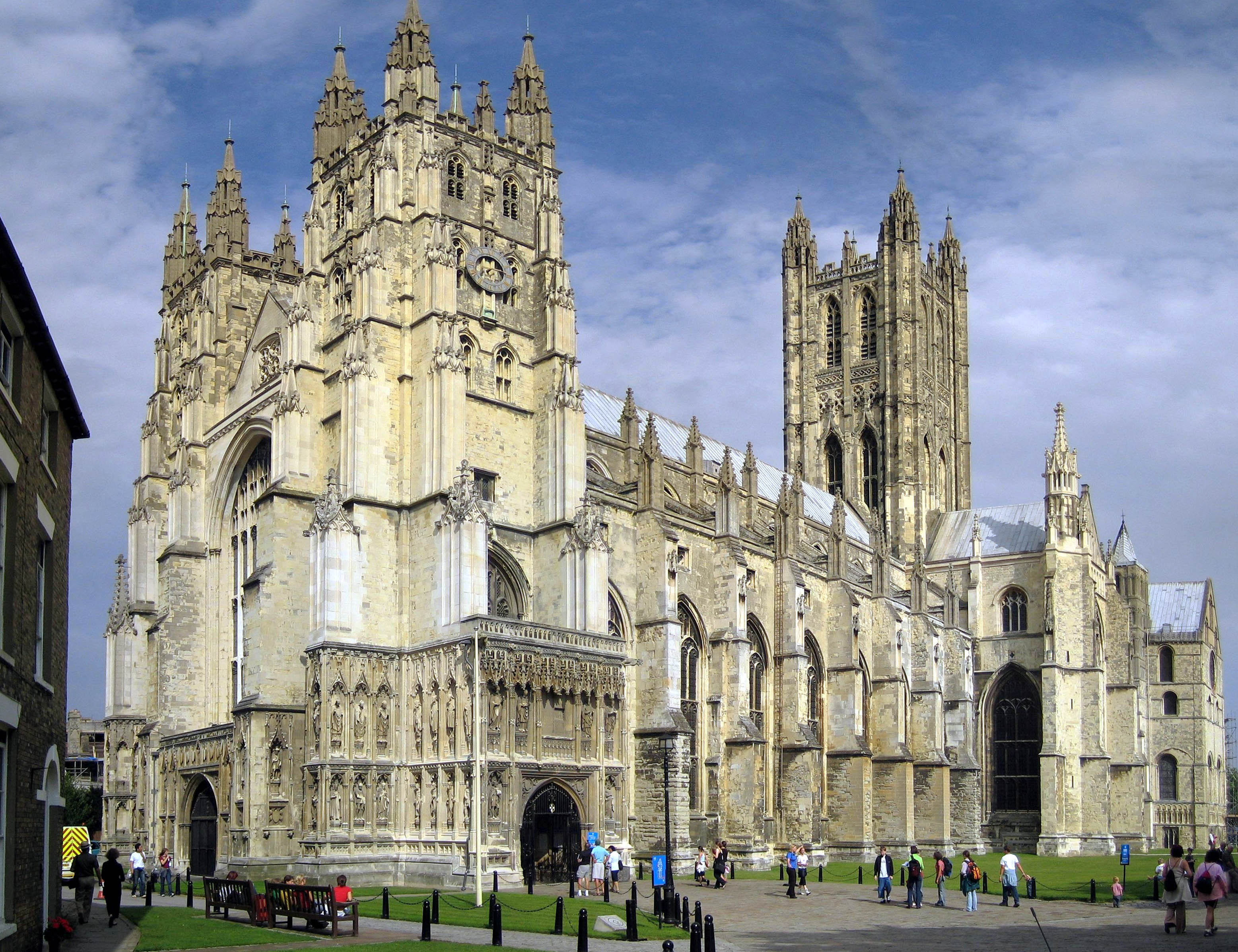
A canterburyi katedrális Anglia egyik legrégebbi és leghíresebb keresztény központja

A Church of England („Anglia egyháza”) a legnagyobb keresztény egyház Angliában, amely a 16. században szakadt ki a római katolikus egyházból. Az első anglikán egyház, de ma már nem az egyetlen, bár az Anglikán Közösség tagegyházai anyaegyházuknak tekintik.
VIII. Henrik angol király 1534-ben szakított a római pápával  a Supremacy Act nevű törvénnyel, amelyben magát az angliai egyház egyetlen és legfőbb fejévé nyilvánította. Ebben a törvényben kimondta, hogy az egyház feje házasodhat, törvénybe iktatta a nemzeti nyelvű liturgiát, de nem törölte el az alapvető szentségeket, oltárt. Ez volt az egyik legmérsékeltebb egyházi reformja a kornak. A Brit Nemzetközösség területén széles körben elterjedt anglikanizmus a 16. századi reformáció sajátos képződménye, a lutheranizmusnál jobban ragaszkodik a hagyományokhoz, megőrzi a szentségek intézményét és az egyházi hierarchiát, kivéve a római pápa primátusát. Ennek alapján az anglikán egyház inkább hasonlít egyféle pápa nélküli katolicizmusra, mint egy valóban protestáns felekezetre. Az anglikanizmus fő irányvonalát képező úgynevezett High Church (magas egyház) hívei többnyire sértőnek érzik, ha protestánsnak nevezik őket. A 19. századtól kezdve, a katolikus egyházhoz való közeledés jegyében, használatos az anglo-katolicizmus kifejezés is. Mindig az adott angol uralkodó áll az élén.

## VIII. Henrik
Anglikán egyház (angol államegyház): így nevezik Anglia állami, püspöki szervezetű egyházát. Angliába a reformációt VIII. Henrik király akarata vitte be, kit erre nem vallásos szükség, hanem pusztán a pápa ellen táplált gyűlölete hajtott. A pápaság az angol nép között mutatkozott vallásos mozgalmakat kezdetben éppen úgy üldözte, mint korábban a wiclefiták és lollárdok vallásos törekvéseit, és amint 1536-ban Tyndal kiadta angol nyelven az új testamentomot, ennek terjesztése ellen a római katolikus egyház emberei minden lehető eszközt igénybe vettek. Midőn VIII. Henrik angol király feleségétől Spanyol Katalintól válni akart, és ezt a pápa nem akarta megengedni, a király 1529-ben elküldte hivatalából Wolsey bíbornokot, ki York érseke és birodalmi kancellár s mint ilyen, a reformációnak hatalmas ellensége volt. Wolsey helyére Cranmer lépett, ki a királynak úgy egyházi, mint világi dolgokban korlátlan uralmat akart biztosítani. Cranmer a klérus képviseletét alkotó «Convocatio»-val 1531-ben kimondatta, hogy a király az ország egyházának egyedüli feje. A következő évben elvesztette a Convocatio azt a jogát, hogy királyi jóváhagyás nélkül egyházi törvényeket bocsáthasson ki. Ugyancsak 1532-ben egy birodalmi törvény megtiltott minden Rómához való appellációt; és midőn a pápa 1534-ben átokbullát bocsátott ki az angol király ellen, ez feleletül 1534. november 3-án kelt királyi felsőségi törvényével egy Rómától független, egyedül a király alá vetett katolikus államegyházat alapított. Ez egyházban aztán a további lépést Róma hierarchiájának az angol nép közt lévő támaszai ellen irányozták, olyformán, hogy 1536-ban a kisebb, 1537–1539. években a nagyobb kolostorokat föloszlatták; kolostori és egyházmegyei látogatásokat rendeltek el, hogy a népet és a papságot az újításokkal kiengeszteljék. Hogy az új egyházépületet fenn tudják tartani, szükségképen foglalkozni kellett a reformátori eszmékkel, melyek a nép között különben is mindinkább termő talajra találtak. 1536.-ban elfogadták a Cranmer által írásba tett 10 hitcikkelyt (artikulus), melyek a reformáció tanfelfogásának szellemében a Szentírásról, mint a hit alapjáról, hét helyett három sakramentomról, az isten kegyelme által való megigazulásról beszélnek, míg más oldalról meg erősen katolizáló szellemben, a képeket mint az áhítatosság szükséges eszközeit, a szentek tiszteletét és a holtakért való miséket, ámbár bűnbocsánat-hirdetés nélkül megtartották. Coverdale bibliafordítását fogadta el az új egyház. Midőn a katolikus párt nyugtalankodásait erőszakkal elnyomták, nem kevesebb szigorúsággal jártak el másokkal szemben is, kik a megállapított tantól valamely irányban eltértek, pl. a Zwingli-követő Lambert, megégették. 1537-ben «Püspök-könyv, vagy egy keresztény oktatása» cím alatt egy mű jelent meg, mely a 10 artikulust javított kiadásban ismertette; német teológusokat (Mykonius, Burckhardt) hívtak be az országba.
1539-ben a parlament 6 (vér-) cikkelyben, mint hittörvényben, felfüggesztette a kenyér átváltozására és az egy szín alatt való úrvacsorázásra, a papok nőtlenségére, a tisztasági fogadalom felbonthatatlanságára, a lélekmisékre és a fülbegyónásra vonatkozó római katolikus tanokat. Az ellenszegülőket pedig kegyetlenül üldözték.
A katolikus párt befolyása nagyban növekedett, amint Thomas Cromwell, a király eddigi kegyence és Cranmerrel együtt a reformációi mozgalmak vezetője, Clevei Anna miatt elvesztette a király kegyét, és 1540. július 28-án lefejeztetett. A katolicizmusnak még nagyobb erősbödésére vallott az az 1542-ben hozott törvény, mely a király rendeleteinek, a parlament hozzájárulása nélkül is, egyházi dolgokban törvényerőt tulajdonított, ha azok a bibliaolvasásra és vallásos iratok korlátozására vonatkoznak. 1543-ban új kiadásban megjelent a «Püspökkönyv», most már «Királykönyv» név alatt, valamint 1546-ban VIII. Henrik király uralkodása alatt az imádságos könyv. Henrik fia és utóda VI. Edward király (1547–1553) uralkodása alatt az evangélikusok határozott túlsúlyra jutottak. A parlament 1547-ben behozta a két szín alatt való úrvacsorázást és több római katolikus vallási szokást eltörölt. Ugyanezen a téren haladt 1548-ban Cranmer, ki a képeket távolíttatta el a templomokból. 1549-ben az első, úgynevezett uniformitás-törvénnyel behozták az anglikán egyház közimádságos könyvét, Common Prayer Book, melyet Cranmer Goodrich és Ridley püspökökkel és másokkal együtt szerkesztett, és ugyanakkor eltörölték a papok nőtlenségét; 1550-ben pedig az anglikán egyház papszentelési formuláréját állapították meg. Edward uralkodása utolsó éveiben a külföldiek befolyása lett mindinkább irányadóvá, kik részint mint menekültek (Laski, Ochino), részint (mint Bucer) Cranmer meghívására működtek Angliában, erős támogatásban részesülvén a Henrik király alatt száműzetésben volt, de Edwárd alatt visszatért angol protestánsok részéről. A Common Prayer Book-ot revideálták, a második uniformitás-törvény alapján sok katolikus elemtől megtisztították s 1552-ben újra az anglikán egyház közistentiszteleti könyvévé tették. Cranmer megállapította a 42 hittételt (melyek száma később 39 lett) s ezeket a hittételeket a nürnbergi káté helyére Poinet által szerkesztett új kátéval együtt királyi rendelettel kötelezőkké tették. 
Ezzel az anglikán egyházra lényegileg református és pedig kálvinista típust nyomtak.

## Katolikus Mária
A katolikus Mária királynő uralkodása alatt (1553–1558), még inkább mikor házassági szövetségre lépett II. Fülöp spanyol királlyal, sokat szenvedett Angliában a protestantizmus. 1554-ben Pole bibornok, mint pápai követ bevonulván Londonba, a külföldieket száműzték, az evangélikusok fejei elmenekültek, mások pedig (mintegy 300-an) vérpadon haltak meg. Erzsébet királynő pedig a római katolikus egyház befolyását szüntette meg. 1559. február 1-jén nagyobb mértékben visszaállította a királynak az egyház felett gyakorolt fensőségi uralmát, a parlamenttel ismét visszahozatta az újonnan revideált Common Prayer Book-ot; kötelezőkké tette az egyházlátogatásokat, melyeken minden paptól esküt kívánt a második uniformitás-törvényre, és a melyik püspök vonakodott az esküt letenni, azt elmozdította és állását visszatérő menekültekkel töltötte be. 1771. a parlament a Cranmer-féle 42 hittételt új átdolgozásban 39-re redukálta, kimondta a káté új átdolgozásának s 1572-ben a biblia új lefordításának szükségét. Ezzel be volt fejezve az angol államegyház épülete, melynek sajátsága abban áll, hogy az állam és egyház egységét föltételezi: az államnak feje az egyháznak is feje (supremum caput), az egyháznak szolgái az államnak is szolgái. Alkotmányában és istentiszteletében lehetőleg megtartotta a régit, tanfelfogásában csaknem egészen evangélikus. A 39 hitcikkely és a német hitvallási iratok közt helyenként csaknem szóról szóra ismétlődő kifejezésekkel találkozunk, melyek azokból a tárgyalásokból magyarázhatók ki, melyeket Cranmer a német teológusokkal a protestantizmus egységének létrehozása érdekében folytatott.

## Az egyház arculata
Az anglikán egyház a többi protestáns egyháztól és közösségtől legfőképpen abban különbözik, hogy megtartotta a hierarchiát, amiért püspöki egyháznak is nevezik. Papsága külön rendet képez, melynek a papszentelés «character indelibilis»-t, eltörölhetetlen jelleget kölcsönöz. A diakonussá és pappá avatás által az alsó, a püspökké avatás által a fenső papi osztályba lép az illető. Az A. egyház benső alkotmánya tehát tisztán hierarchikus. A papság püspökökből, papokból és diakonusokból áll. A püspökök felett áll Anglia két érseke, a canterburyi, ki egész Angliának prímása és metropolitája, és a yorki, ki Angliának prímása. E két érsek alatt 31 püspök áll, kik közül azonban csak 26-nak van helye és szavazata a felsőházban. Minden püspök oldala mellett egy káptalan (chapter) áll, melyhez a dékánon (dean) kívül még kanonokok (canons és prebendaries), archidiakonusok (archdeacons) és egy jogtudós vikáriussal (vicar) együtt más egyházi méltóságok tartoznak. A püspököket, a legtöbb dékánt és a többi egyházi méltóságok közül is sokat a korona nevez ki. A püspökök évenként 2000-15,000 font sterling jövedelmet húznak. 15,000 font sterling jövedelme van nevezetesen az anglikán egyház első főpapjának, a canterburyi érseknek. A dékánoknak átlag 715 (350-1250) font sterling fizetésük van. A papi állásokat (benifices, livings) a kegyúr tölti be. E betöltési jogot legtöbb esetben magánszemélyek gyakorolják, de a jelöltet csak abban az esetben állítja be a püspök a hivatalába, ha az rendelkezik a szükséges kvalifikációval. A papi javadalmasok (incumbents) már vagy rektorok, ha ők a tizednek és a papi földnek teljes jövedelmét élvezik, v. vicar-ok, ha csak a kis «tizedet» húzzák, v. perpetual curate-ok, ha valamely javadalmazott fiókegyházban végzik a lelkészi szolgálatot. Nagyobb gyülekezetekben a papot segédlelkész (stipendiary curate) támogatja. Az egyházi törvényhozás aztán gondoskodik arról, hogy a javadalmazott pap legalább az év egy részében maga végezze az isteni tiszteletet. Korábban szokás volt az anglikán egyházban, hogy több lelkészi állomást (plurality) egy kézben egyesítettek, de ezt ma már meglehetősen korlátozták. Hogy azonban a meglevő viszonyok közt, a kegyúri ajánlás joga mellett, még az illető javadalmazott lelkész életében áruba bocsátják és a legtöbbet ígérőnek adják oda a lelkészi állomásokat, melyeket egyes gazdagabb kegyurak sok esetben saját ifjabb fiaiknak, vagy a püspökök rokonainak juttatnak; ez magától értődő dolog. Az anglikán egyházban van összesen 13,728 papi javadalom, 4.5025,395 font sterling évi jövedelemmel. A betöltési jog 960 esetben a koronát, 3465 esetben a püspököket és káptalanjaikat, 882 esetben az egyetemeket és az etoni és winchesteri kollégiumokat s végre 8521 esetben magánszemélyeket vagy testületeket illet meg.
A canterburyi érsek előjogai közé tartozik Anglia uralkodóinak megkoronázása. Mindkét érseknek megvan a maga «House of Convocation»-ja, képviseleti háza, a melyben a püspökök, a dékánok és káptalanok és az alsó papság (proctors) képviselői hellyel és szavazattal bírnak. A laikus elem ki van az egyház kormányzásából zárva. A püspökök kezébe van letéve az egyház összes benső kormányzása s övék az egyházi fegyelemtartás és a törvénykezés joga is. A lelkészek képzéséről az egyetemeken kívül még 18 teológiai szeminárium gondoskodik.
Az anglikán egyház összes bevételeit 8 millió font sterlingre becsülik. Ez összegnek forrásai: a tized (bár megjegyzendő, hogy az országnak nagyobb része tizedmentes), fekvőségek, elhelyezett tőkepénzek, stolárék, templomszékek kiadásából befolyó jövedelmek és végre önkéntes adományok. Az egyházi adót (church rate) 1868-ban eltörölték. A püspökök és káptalanok javadalmazását egy 1842-ben kinevezett Ecclesiastical Commission (egyházi bizottság) intézi, melyben a püspökök mellett 5 államminiszter, 3 bíró, 3 dékán és 12 laikus ül. E bizottság több mint egy millió font sterling felett rendelkezik, s a püspökök és káptalanok számára adott összegeken felülmaradó részt általános egyházi célokra használja föl. A papok első évi fizetését (first fruits) a korona kezeli és a csekélyebbül javadalmazott papok fizetésének emelésére használja föl. A tizedét 1836 óta örökbérre változtatták, melynek mennyiségét hét évről hét évre szokták megállapítani. Nagyon jelentékeny ez egyházban az egyházi célokra való önkéntes adományozás is. Így például 24 külmissziói társulat évenként több mint 500,000 font sterling jövedelemmel rendelkezik. Az isteni tiszteletet a már többször említett Common Prayer Book pontosan szabályozza. Ez isteni tisztelet minden más evangélikus kultusz közt kitűnik liturgiai gazdagságával. A prédikációt nagy mértékben hátraszorítja benne a liturgiai elem, az ének és az imádság. Alkotmányára és rítusára nézve a katolicizmushoz áll közel, tanelveire nézve meg az anglikán egyház általában protestáns.
Az A. egyházban több különböző teológiai irányzat lépett előtérbe, melyek oly éles ellentétben állanak egymással, hogy kölcsönösen nem is akarják egymásnak az A. egyházhoz való tartozóságát elismerni. Három pártot szoktak megkülönböztetni: 1. A magas egyházi párt (High Church party), mely mindenekelőtt szigorúan alkalmazkodik az anglikán egyház alkotmányához és a Common Prayer Book-hoz. Köréből keletkeztek a puseyiták v. traktariánusok, kiket angol-katolikusoknak, vagy rituálistáknak is neveznek, kik Pusey-t (l. o.) követve, szertartásban és dogmában nagyon közel állanak a katolicizmushoz és főként az előkelő világban hódítanak. 2. Az alsó egyházi párt (Low Church, vagy Evangelical party), mely a szertartásra és alkotmányra kevesebb súlyt helyez, mint a kül- és belmisszió terén kimutatható keresztény egyháziasságra. Ebből a pártból keletkezett az 1846-ban alapított Evangélikus Szövetség (lásd ott). Végre 3. az úgynevezett széleselvű egyházi-párt (Broad Church party), a latitudináriusok, kik német befolyás után a teológiában a szabadelvűbb, modern irányzat elismeréséért küzdenek. Az anglikán egyház, mint államegyház csak Angliára, Walesre és Man szigetre terjed ki, de kebeléből több leányegyház vált ki. Ilyenek az írországi protestáns-püspöki egyház, mely 1800-ban az anglikán egyházzal «United Church of England and Ireland» (Angol és írhoni egyesült egyház) név alatt egyesült, de 1871-ben önállóvá lett és a 39 hitcikkelyt is lényeges pontokban módosította. Ez egyház 12 püspök alatt áll és egy zsinat vezeti, melyben a püspökök, továbbá a papok 208 képviselője mellett 416 világi egyén bír üléssel és szavazattal. Az Episcopal Church in Scotland és az American Episcopal Church szintén leányegyházak, de tökéletesen önálló belső és külső kormányzati jogokkal. Ellenben a gyarmatokon 60 püspök, pogány országokban 12 úgynevezett missziói püspök és külső országokban vagy 90 független gyülekezet még néminemű összefüggésben áll az anyaegyházzal, mely azokat jelentékeny anyagi segélyben részesíti. De az anglikán egyházat a gyarmatok egyikében sem tekintik államegyháznak és fenntartását illetőleg csaknem egyedül a hívek adományaira van utalva."

## Kapcsolódó szócikk
- Anglikán Közösség